# アマガサヘビ
アマガサヘビ（雨傘蛇、Bungarus multicinctus）は、コブラ科アマガサヘビ属に分類されるヘビ。特定動物。タイワンアマガサとも呼ばれる。

## 分布
中国南部、台湾、ベトナム北部、ミャンマー、ラオス

## 形態
全長1-1.5mで、最大1.85m。体色は黒く白い横帯が入る。

### 毒
本種は学名からα-ブンガロトキシン(α-Bungarotoxin)と名づけられた、ニコチン性アセチルコリン受容体と呼ばれるタンパク質に特異的に作用する強いペプチド毒を持っている。この受容体は運動神経や筋肉に普遍的に分布し、この毒を受けると全ての筋肉の動きを止められてしまい、多くの場合呼吸困難に陥り死に至る。毒のまわりは他の毒蛇に比べて速い上に、痛みが伴わないので手遅れになる事も多い。なお、人の致死量はわずか2-3mgで、針のようなものの先端に毒をつけて刺すだけで大人も死に至らしめる。
その特異性の高さから、神経科学研究の現場では頻用されている。
マウスに対するLD 50値は 皮下(SC)：0.09 mg/kg～0.108 mg/kg 、静脈内(IV)：0.113 mg/kg 、腹膜内(IP)：0.08 mg/kgと、アマガサヘビ属の中で最も強く、 世界の毒ヘビの中でもトップクラスに強い毒を持つ。未治療の場合の致死率は77〜100%に及ぶ 。

## 生態
平地や低山地の草原、農耕地等の水辺に生息し人家の近くにも生息する。
食性は動物食で、特に魚類を好む。他に小型哺乳類、ウナギ、同種のヘビを含む爬虫類、カエルを食べる。
繁殖形態は卵生で、1回に3-12個の卵を産む。

## 人間との関係
この蛇は一般的にあまり攻撃的な性格ではないが、人家付近にも生息するため、誤って踏んでしまったり暖を求めて寝床にもぐりこまれたりして噛まれてしまう事故が多い。
インドでは、近縁種のインドアマガサが四大毒蛇の一種として恐れられている。ちなみに、他の三種はインドコブラ、ラッセルクサリヘビ、カーペットバイパーである。
台湾でタイワンコブラ、ヒャッポダ、タケアオハブ、タイワンハブ、タイクサリヘビ（Daboia siamensis）と共に「台湾六大毒蛇」と呼ばれる。中国南部、台湾などでは食用として扱われる。